# Stazione di Seveso
Stazione di Seveso vasútállomás Olaszországban, Lombardia régióban, Seveso településen.

## Vasútvonalak
Az állomást az alábbi vasútvonalak érintik:
- Milánó–Asso-vasútvonal

## Kapcsolódó állomások
A vasútállomáshoz az alábbi állomások vannak a legközelebb:
- Stazione di Cesano Maderno (2011)
- Stazione di Meda
- Stazione di Barlassina